# Chợ Lớn (Chinese buurt)
Chợ Lớn is de Chinese buurt van Ho Chi Minhstad en tevens de grootste Chinese wijk van Vietnam. Het ligt ten westen van de rivier Sài Gòn. Chợ Lớn strekt zich uit over een gebied, dat thans wordt verdeeld in Quận 5 en Quận 6.
In 1778 vluchtten de Hoa uit Biên Hòa naar dit gebied, omdat ze tegen de Tay Son waren en de Nguyen-heren steunden. In 1782 werden ze door Tay Son echter achtervolgd en verslagen en hebben al hun huizen weer moeten herbouwen. Ze bouwden hoge dijken tegen de vloed van de rivier en noemden hun nieuwe thuis "Tai-Ngon", wat dijk betekent in Standaardkantonees.
Voor 1930 was het een aparte bestuurlijke eenheid, maar na de verstedelijking van de stad tussen de jaren 1930 en jaren 1950, werd de provincie Chợ Lớn samengevoegd met Bà Rịa tot de provincie Bà Rịa - Chợ Lớn. Deze samenvoeging werd in 1956 al teruggedraaid. Chợ Lớn werd een gedeelte van Ho Chi Minhstad.
Chợ betekent markt, Lớn betekent groot. Het middelpunt van de wijk is dan ook de grote Bình Tây markt.

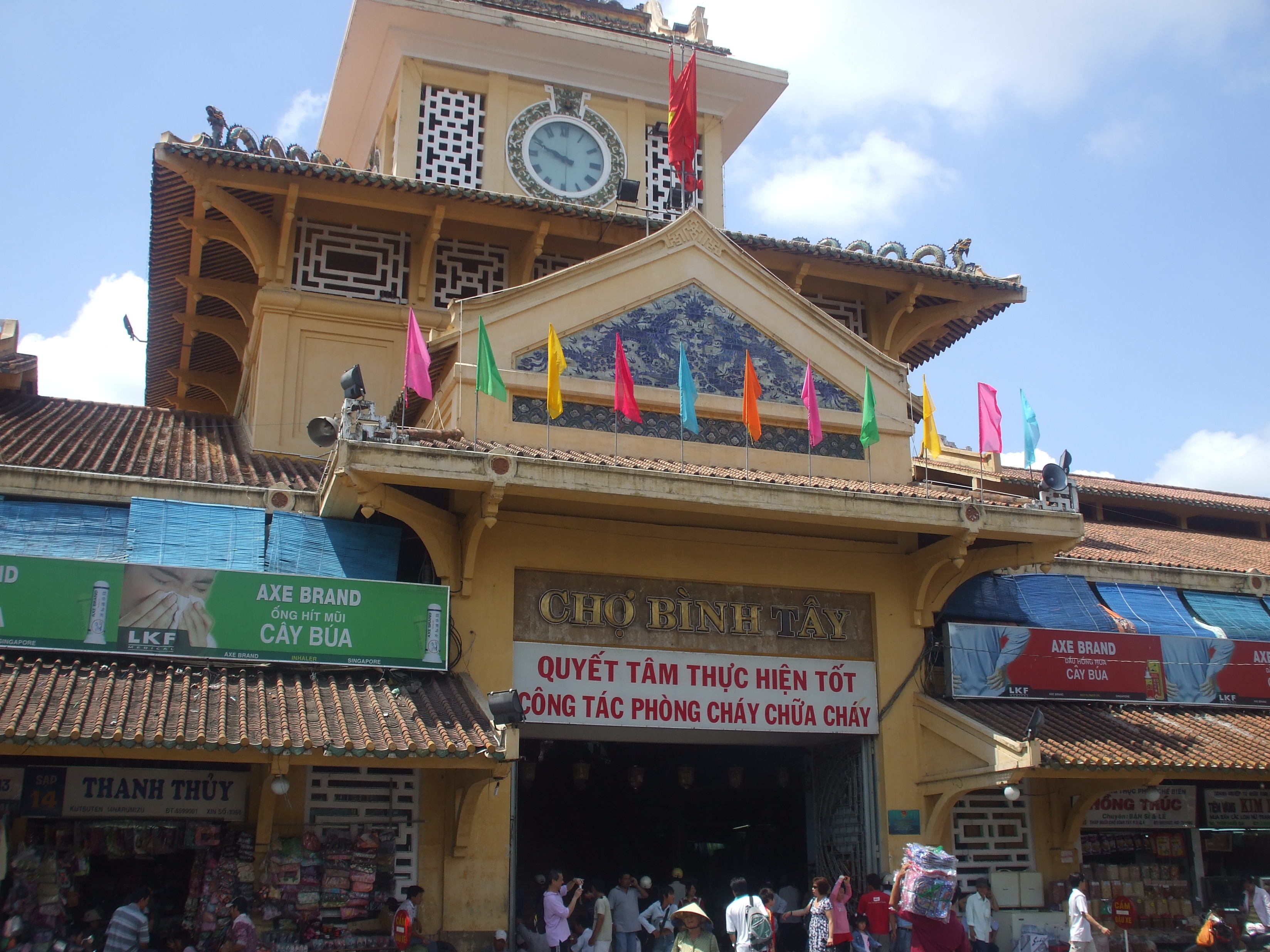
De Bình Tây markt
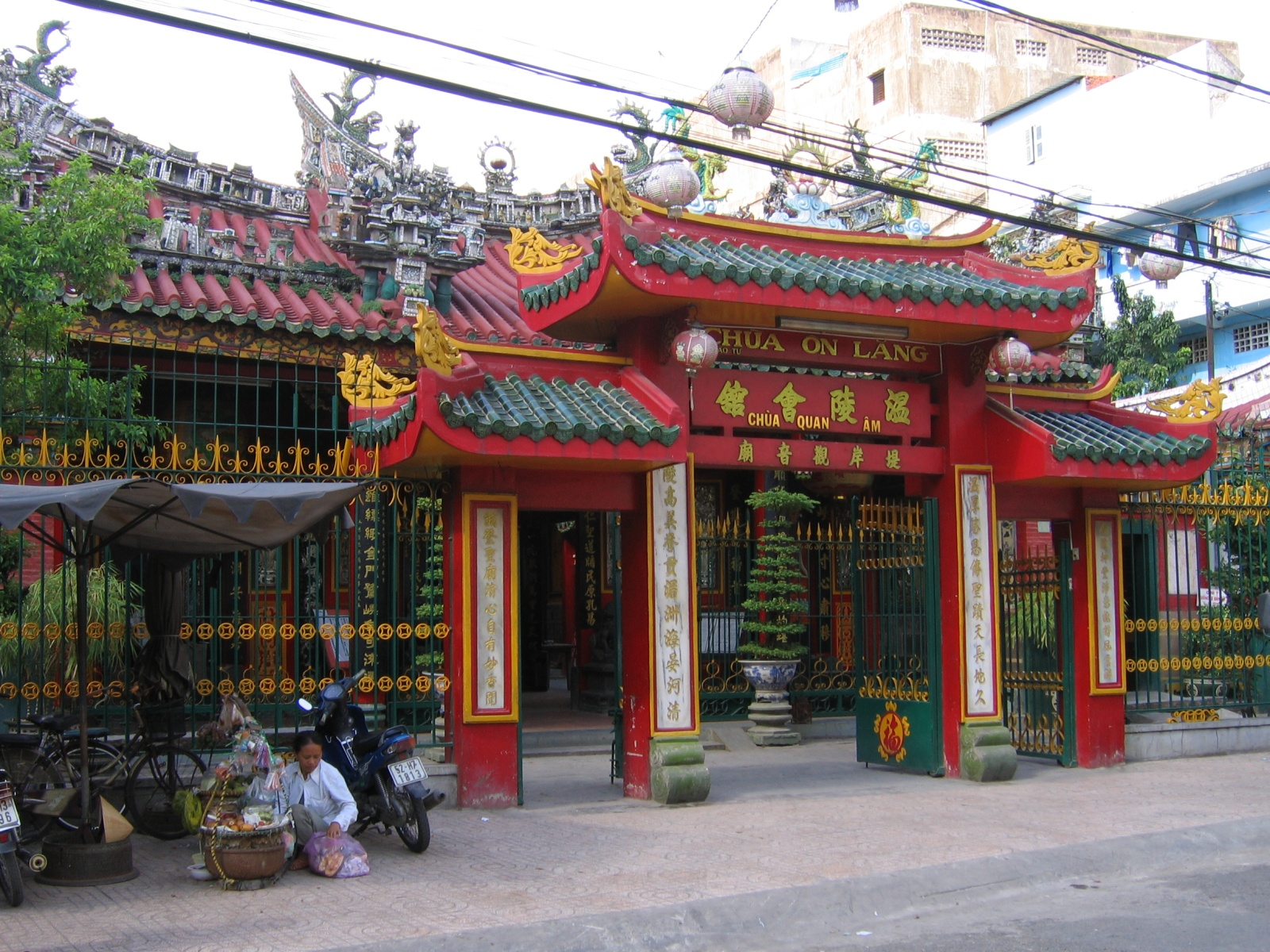
Quan Am Pagoda, een Chinese boeddhistische tempel
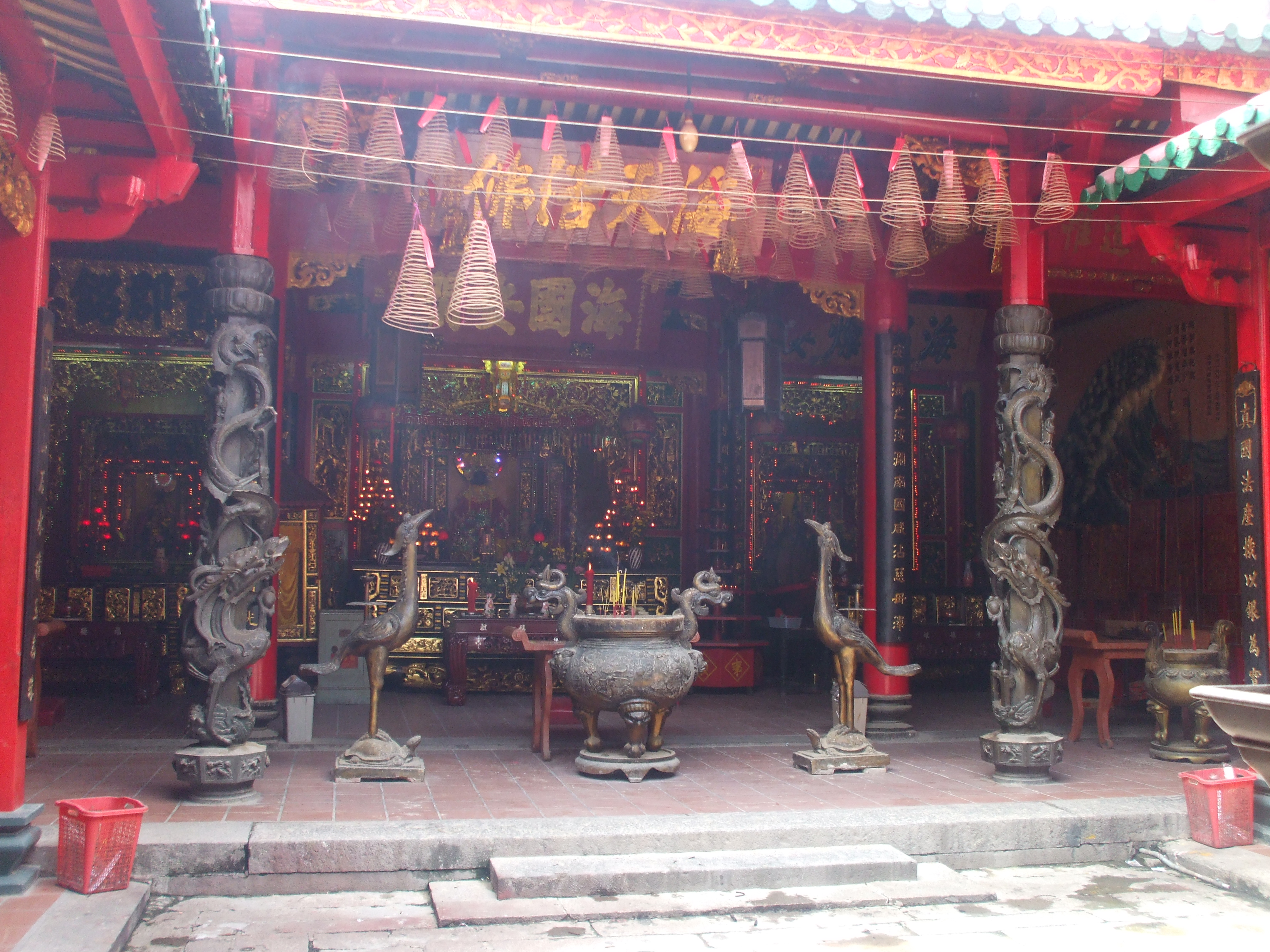
De tempel Chùa Bà Thiên Hậu in Chợ Lớn